# 红纹马先蒿
红纹马先蒿（学名：Pedicularis striata）是列当科马先蒿属的植物。分布于蒙古、俄罗斯以及中国大陆的河北、宁夏等地，生长于海拔1,300米至2,650米的地区，多生于高山草原中以及疏林中，目前尚未由人工引种栽培。
其种加词“striata”意为“有条纹的”。

## 异名
- Pedicularis striata Pall. ssp. arachnoidea (Franch.) Tsoong